# Станіславівська сільська рада
Станіславівська сільська рада — колишня адміністративно-територіальна одиниця та орган місцевого самоврядування у Чуднівському і Дзержинському (Миропільському, Романівському) районах Волинської округи, Вінницької та Житомирської областей Української РСР з адміністративним центром у селі Станіславівка.

## Населені пункти
Сільській раді на час ліквідації були підпорядковані населені пункти:
- с. Бартуха;
- с. Станіславівка.

## Населення
Кількість населення ради, станом на 1923 рік, становила 1 463 особи, кількість дворів — 236.
Кількість населення сільської ради, станом на 1924 рік, становила 1 143 особи.

## Історія та адміністративний устрій
Створена 1923 року в складі колонії Станіславівка, сілець Барткова Рудня (згодом — Бартуха) Шанявка, Шнеєрка та хуторів Ковбани, Крива Річка, Кривий Потік, Лісний Поруб Чуднівської волості Житомирського повіту Волинської губернії. 7 березня 1923 року включена до складу новоутвореного Чуднівського району Житомирської округи. 24 серпня 1923 року, відповідно до рішення Волинської ГАТК (протокол № 4 «Про зміни границь в межах округів, районів і сільрад»), хутори Ковбани, Крива Річка та Лісний Поруб передані до складу Вилівської сільської ради Чуднівського району. 27 червня 1925 року сільську раду передано до складу Миропільського (згодом — Романівський, Дзержинський) району Житомирської (згодом — Волинська) округи. На 1 жовтня 1941 року села Шанявка, Шнеєрка та х. Кривий Потік не значилися на обліку населених пунктів.
Станом на 1 вересня 1946 року сільська рада входила до складу Дзержинського району Житомирської області, на обліку в раді перебували с. Станіславівка та х. Бартуха.
Ліквідована 11 серпня 1954 року, відповідно до указу Президії Верховної ради Української РСР «Про укрупнення сільських рад по Житомирській області», територію та населені пункти ради приєднано до складу Старочуднівськогутянської сільської ради Дзержинського району Житомирської області.